# Tom Sachs

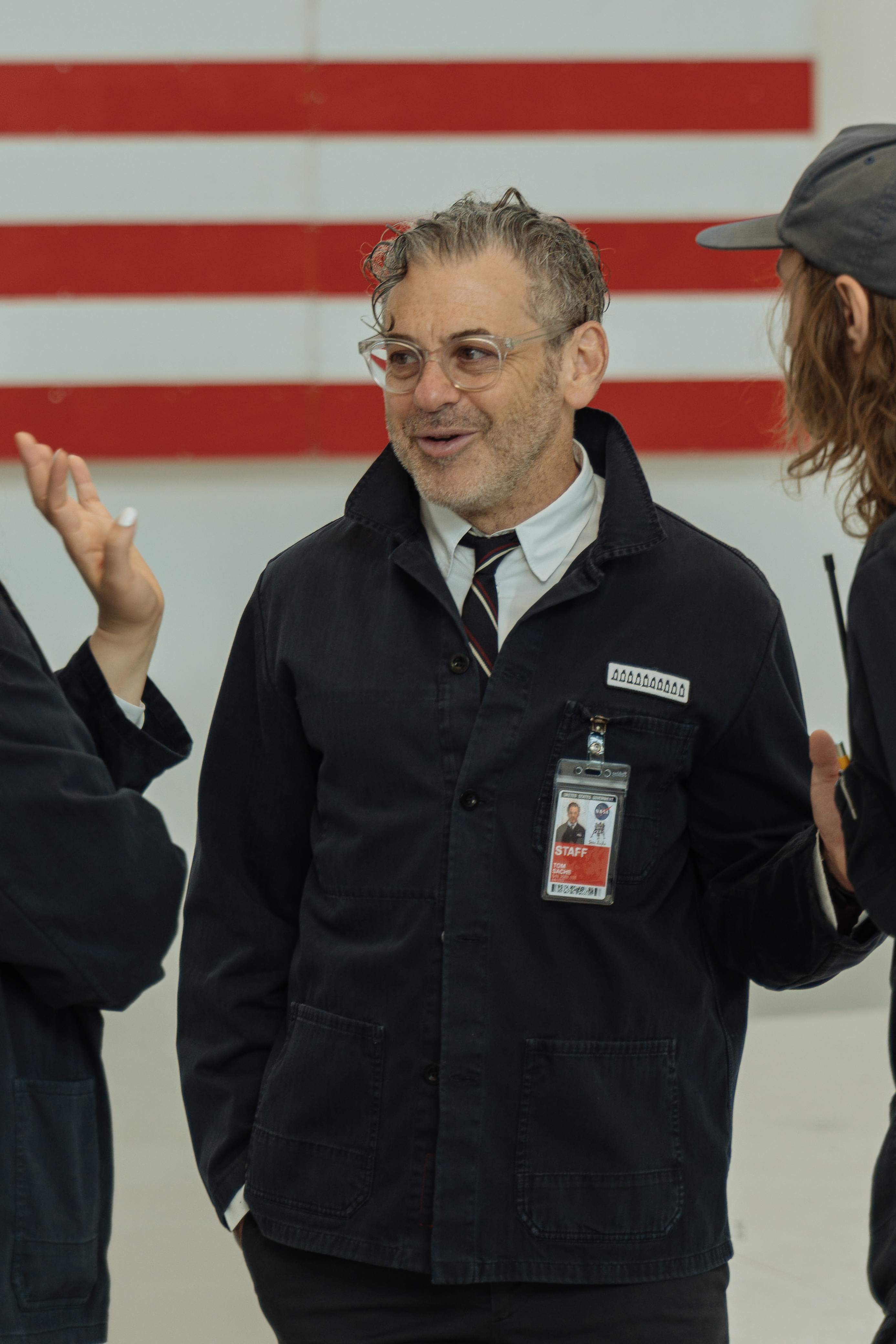
Tom Sachs, 2022

Tom Sachs (* 26. Juli 1966 in New York City, in den USA) ist ein US-amerikanischer moderner Künstler.

## Leben
Sachs wuchs in Westport (Connecticut), nordöstlich der Stadt New York auf und besuchte dort die Highschool. Das Bennington College in Vermont schloss er mit dem Bachelor of Arts ab, bevor er nach London zum Architekturstudium an die Architectural Association School of Architecture ging. Er kehrte in die USA zurück und arbeitete zwei Jahre lang in der Möbelwerkstatt von Frank Gehry in Los Angeles.
1990 zog er in seine Geburtsstadt und richtete sich sein Studio in einer ehemaligen Maschinenfabrik mit der Bezeichnung Allied Cultural Prosthetics (Frei übersetzt Vereinigte Kulturprothesen) ein. In diesem Studio entstanden die verschiedensten Arbeiten, so 1994 seine Installation zu Weihnachten 1994 für das New Yorker Kaufhaus Barney’s. 1995 hatte er seine erste Einzelausstellung in der New Yorker Galerie Morris-Hely Gallery mit dem Titel Cultural Prosthetics.
Seine nächste Ausstellung Creativity Is the Enemy wurde 1998 in derselben Galerie gezeigt und ging danach zur Galerie Thaddaeus Ropac in das Marais in Paris. In der Pariser Galerie fanden bis 2014 sieben Ausstellungen des Künstlers statt.

## Weitere Ausstellungen
- 2003: Nutsy’s, Bohen Foundation, New York City und danach Deutsche Guggenheim, Berlin.
- 2006: Tom Sachs, Fondazione Prada, Mailand.
- 2006: Tom Sachs – Survey: America, Modernism, Fashion, Astrup Fearnley Museet for Moderne Kunst, Oslo.
- 2007: Logjam, Des Moines Art Center, Des Moines, Iowa.
- 2009: Tom Sachs: Bronze Collection, Lever House, Manhattan, New York City, danach in der Baldwin Gallery in Aspen, Colorado, USA, und im Palais du Trocadéro in Paris.
- 2012: Space Program 2.0: MARS, Park Avenue Armory, Manhattan, New York City.
- 2013: Barbie Slave Ship, Biennale d’art contemporain de Lyon, Lyon, Frankreich.
- 2014: American Handmade Paintings, Galerie Thaddaeus Ropac, Paris, Marais.
- 2016: Tom Sachs: Tea Ceremony, The Noguchi Museum, Long Island City, Queens, New York City.
- 2019: Tom Sachs: Timeline, Schauwerk Sindelfingen.
- 2021: Tom Sachs: Space Program: Rare Earths, Deichtorhallen, Hamburg